# Abdelaziz Belhachemi
Abdelaziz Belhachemi, mit vollem Namen Abdelaziz b. Mohamed El Hachemi b. Ibrahim Chérif (* 1898 in El Oued,  Algerien; † 1. Juni 1965 in Tunis, nach anderen Quellen 1960; arabisch عبد العزيز بن محمد الهاشمي بن إبراهيم الشريف, DMG ʿAbd al-ʿAzīz b. Muḥammad al-Hāšimī b. Ibrāhīm aš-Šarīf) war ein algerischer Sufi-Scheich des Qādirīya-Ordens und Antikolonialist. Ende der 1930er Jahre wandte er sich vom Sufismus ab und schloss sich der Vereinigung der algerischen muslimischen Rechtsgelehrten an. Im April 1938 organisierte er einen Aufstand gegen die französischen Kolonialbehörden, wobei er die Ausrufung einer Revolution plante.

## Leben

### Herkunft und Studium
Abdelaziz Belhachemi wurde als dritter von vier Söhnen des Sufi-Scheichs Mohamed El Hachemi Chérif im algerischen El Oued geboren. Er hatte eine Zwillingsschwester. Seine Familie gehört zum Stamm der al-Būazīd (Abū Zaid), aus der algerischen Region Zibans um die Stadt Biskra, war aber während des 19. Jahrhunderts nach Nefta ausgewandert. Sein Großvater Ibrāhīm b. Aḥmad aš-Šarīf (1813–1897) gründete 1845 dort eine Zaouia des Qādirīya-Ordens und war Unterstützer und Finanzier des Emir Abd el-Kader. Sein Vater, ebenfalls Scheich, ließ sich um 1890 in El Oued nieder und war eine einflussreiche regionale Persönlichkeit.
Auf dessen Geheiß studierte er zwischen 1913 und 1923 an der Universität Ez-Zitouna in Tunis. Er verließ diese im Juni 1923 mit dem renommierten Tatwi-Diplom für islamische Theologie und Rechtsprechung, welches zwischen 1898 und 1933 vergeben wurde. Während seiner Studienzeit stand er in engem Kontakt zu Mbarek El Mili, dem späteren Schatzmeister der Vereinigung der algerischen muslimischen Rechtsgelehrten, und kam in Berührung mit der islah-Bewegung, beeinflusst von den Lehren Dschamal ad-Din al-Afghani und Muhammad Abduhs. El Mili wurde später von Belhachemi als Lehrer in dessen Koranschule in Laghouat engagiert.

### Sufi-Scheich und Dattelproduzent
Im September 1923 verstarb sein Vater Mohamed El Hachemi Chérif. Die Leitung der religiösen Einrichtungen der Familie wurde von seinem älteren Bruder ʿAbd ar-Razzāq übernommen, welcher jedoch wenig später am 24. Dezember 1923 ebenfalls starb. In der Folge wurde Abdelaziz Belhachemi zum Sufi-Scheich ernannt und für die Führung der Zaouia von El Oued, gelegen im Örtchen Amiche, sowie der Zaouias, Moscheen und Koranschulen, welche über ganz Algerien verteilt waren, verantwortlich.
Laut Amar Hellal stand Belhachemi Ende der 1920er Jahre seiner Zweigstelle des Qādirīya-Ordens nur noch pro forma vor und betätigte sich mehr und mehr im Handel mit Datteln, woher sein Spitzname „König der Datteln“ stammte. Dabei habe er von seinem Vater Palmenhaine mit insgesamt mehreren Zehntausend Dattel-Palmen geerbt. In einer öffentlichen Rede 1929 soll er die Aussage getroffen haben, dass Maraboutismus und das Muslim-Sein sich ausschließen würden.
Im Jahre 1934 bewarb sich Belhachemi erfolglos für ein Studium an der al-Azhar-Universität.

### Lebenswandel und Anschluss an die AUMA
Im Februar 1936 reiste er in die Region des M'zab, um mit den lokalen Führern der Mozabiten über mögliche gemeinsame politische Ziele zu sprechen. Daraufhin nahm Belhachemi am Haddsch 1936 teil und verbrachte mehrere Monate im Maschrik, was einen radikalen Wandel in seinen Ansichten ausgelöst haben soll.
Am 7. Juni 1936 nahm er am Congrès Musulman Algérien (ar. Muʾtamar al-Islāmī al-Ǧazāʾirī al-ʿĀm) in Algier teil.
In dieser Zeit kam er über Abdelkamel El Nadjai (1900–1954, ar. ʿAbd al-Kāmil al-Naǧaʿī), genannt Si Abdelkamel in Kontakt mit der Vereinigung der algerischen muslimischen Rechtsgelehrten (kurz AUMA). El Nadjai, einflussreicher Händler und Schatzmeister der Kommune El Oued, gilt als einer der ersten Anhänger und Prediger der Vereinigung in den algerischen Sahara-Gebieten.
Am 24. September 1937 nahm Belhachemi an der Generalversammlung der AUMA teil und wurde sogleich im darauffolgenden Monat offiziell Mitglied und als Vertreter der südlichen Regionen Algeriens in deren Exekutivkomitee gewählt. Er leitete in der Folge zusammen mit El Nadjai die Zelle der Vereinigung in El Oued, welche bereits im März 1937 gegründet worden war.
Neben einer Spende von 25.000 Französischen Franc, setzte sich Belhachemi zusammen mit dem algerischen Gelehrten Fodhil El Ouartilani vor allem für die Gründung einer ersten algerischen islamischen Hochschule in Biskra ein, für die er bereit war weitere 200.000 bis 300.000 Franc einzusetzen.
Mitte Dezember 1937 organisierte er einen Besuch Abdelhamid Ben Badis‘ und weiterer hochrangiger algerischer Gelehrter in der stark vom Sufismus geprägten, Souf-Region um El Oued. Dabei bekannte sich Belhachemi erstmals öffentlich zur AUMA und deren, an der islah-Bewegung angelehnten Ideologie. Ben Badis bezeichnete dabei in einer Rede vor gut 3.000 Zuhörern die Tarīqa, die spirituelle Philosophie des Sufismus, als un-islamisch. Diese Aussagen führten zu einer merklichen Anspannung innerhalb der lokalen Bevölkerung, welche sich durch starke Dürre und Missernten des Sommers 1937 zusätzlich verschärfte. Es entstanden Proteste mit bis zu 5.000 Teilnehmern.
Auf einen Besuch des ägyptischen Sufi-Gelehrten Muḥammad  al-Ḥāfiẓ at-Tiǧānī (1897–1978), vom rivalisierenden Tiǧānīya-Orden, reagierte Belhachemi mit der Einladung von Fodhil El Ouartilani nach El Oued. Der AUMA-Gelehrte sprach Ende Januar 1938 vor erneut mehreren tausend Menschen und spitzte die Situation insofern zu, als dass er Anhänger des Sufismus als Apostaten bezeichnete und die Kollaboration lokaler Würdenträger mit den französischen Kolonialbehörden als nicht-islamische Handlungsweise verurteilte. Inspiriert von El Ouartilani richtete sich Belhachemis Handlungsweise in der Folge nun auch gegen Frankreich und den Kolonialismus, was ihm in kürzester Zeit zu einer großen Anhängerschaft verhalf.

### Aufstand in der Souf-Region
Im März 1938 wandelte Belhachemi die sufischen Zaouias in seinem Besitz in salafistisch orientierte Madrasas um und erweiterte jene in El Oued auf bis zu 500 Studienplätze. Hierfür engagierte er mit Ali Ben Saad Khirene und Abdelkader El Yadjouri (1912–1991) zwei nationalistisch und anti-französisch orientiere Lehrer, welche ohne die nötige Lehrerlaubnis den Unterricht aufnahmen. Belhachemi gab öffentlich Preis das französische Dekret vom 8. März 1938 zur staatlichen Überwachung aller Koranschulen absichtlich zu missachten.
Bei einem Besuch des Generaldirektors für indigene Angelegenheiten und der algerischen Südterritorien, Louis Milliot (1885–1961), organisierte Abdelaziz Belhachemi am 12. April eine Demonstration mit 12.000 Teilnehmern trotz einem strikten Verbot hierzu. Während einer Vorladung zu einem Gespräch mit Milliot und dem Kommandeur der Region El Oued, Robert Thiriet, unterbreitete er die Forderungen der Demonstranten nach mehr Autonomie und religiöser Selbstbestimmung. Obwohl die französischen Verantwortlichen einem Großteil der Forderungen zustimmten, hielten die Demonstrationen in den Folgetagen an und weiteten sich auch auf benachbarte Oasenstädte, wie Touggourt und Biskra aus.
Belhachemi veranlasste das Drucken und Verteilen von Gedichten, die zu einer Revolte aufriefen, und startete eine Tour durch die südostalgerische Sahara-Region, um für Unterstützung zu werben. Abdelhamid Ben Badis schildert in einem Bericht zu den Ereignissen die komplette Abriegelung der Region um El Oued sowie blutige Zusammenstöße zwischen Protestlern und französischem Militär, welches sogar mit vereinzelten Luftangriffen reagierte.
Gleichzeitig organisierte Belhachemi eine Konferenz in Algier, welche vom 15. bis 19. April 1938 stattfand und Vertreter der Qādirīya aus ganz Algerien und Nordafrika versammelte. Auf dieser verlas sein älterer Bruder Muḥammad Ṣāliḥ stellvertretend eine Erklärung, die sowohl den Kolonialismus, als auch den Sufismus verurteilten und zu einem Anschluss an die Vereinigung der algerischen muslimischen Rechtsgelehrten sowie dem Engagement gegen die französischen Behörden aufforderte. Dies löste wütende Reaktionen der anwesenden Teilnehmer aus, wonach die Konferenz im Tumult endete.
Am 17. April 1938 deute Belhachemi für den Folgetag eine Großdemonstration verbunden mit der Ausrufung einer Revolution gegen Frankreich an. Noch am selben Tag wurden er und seine Mitstreiter El Nadjai, El Yadjouri und Ben Saad Khirene verhaftet und das angedachte Vorhaben damit vereitelt.

### Haftstrafe und Verbannung
Vor dem französischen Militärtribunal in Constantine wurde Belhachemi zu einer vierjährigen Haftstrafe verurteilt und stand nach seiner Freilassung noch bis 1944 in Skikda unter Hausarrest, wo er erneut eine Koranschule gründete. Nach einer erneuten Zwangsumsiedlung nach Cherchell, eröffnete er dort erneut eine Madrasa und war maßgeblich an der Konstruktion der Moschee El Oumma in Algier beteiligt. Die französische Administration wertete dies als abermalige subversive Betätigung und verbannte Belhachemi 1946 nach Tunesien. Dort erwarb er den Palast Dar El Bey in der Altstadt von Tunis. Das Gebäude, Anfang der 1950er Jahre an die tunesische Unabhängigkeitsbewegung gespendet, ist bis heute Regierungssitz Tunesiens.
Im Januar 1954 gelang Belhachemi die heimliche Ausreise nach El Oued, wo er öffentlich auftrat und nach Verhaftung erneut nach Tunesien verbannt wurde.
Nach Ausbruch des Algerienkriegs im November 1954 spendete er seinen gesamten Besitz der FLN und beherbergte algerische Politiker und Mudschāhidīn in Tunesien.
Am 1. Juni 1965 starb Abdelaziz Belhachemi in Tunis. Andere Quellen geben 1960 als Sterbejahr an.